# Дворец культуры имени Хоткевича
Городско́й дворе́ц культу́ры и́мени Гна́та Хотке́вича (укр. Міський палац культури імені Гната Хоткевича) — культурно-образовательное учреждение во Львове (Украина). Находится на улице Кушевича (Клубной), 1.
В 1924 году, во время всеобщей забастовки во Львове, рабочие решили для своих собраний выстроить свой клуб. Средства на строительство должны были поступать из надбавки к зарплате. В 1927 году было принято решение отсчитывать на создание клуба один процент жалованья с каждого рабочего. С течением времени было собрано 50 тысяч злотых. В конкурсе на постройку здания клуба победили польские архитекторы Л. Карасинский и Врубель. Торжественная закладка клуба прошла в начале сентября 1933 года, строительство велось рабочими в свободное от подёнщины время. Одновременно проводился дополнительный сбор средств. Закончилось строительство в ноябре 1934 года.

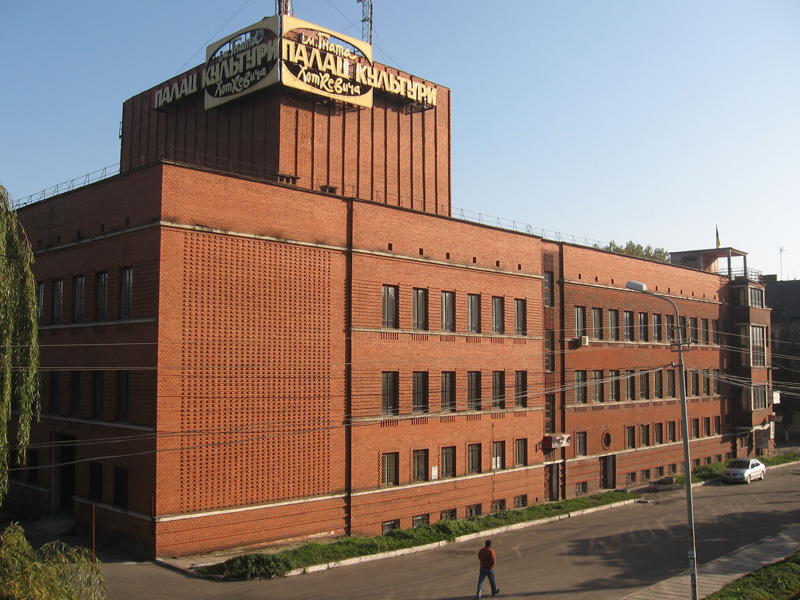
Дворец культуры имени Гната Хоткевича

Клуб рабочих имел зал заседаний, библиотеку, помещение для оркестра, хора и кружков. Фасады дома облицованы красным кирпичом, что имело в то время символическое значение и дало название клубу — «красная крепость».
В 1946 году улица, на которой находится клуб, была переименована в Клубную. Здесь в советское время разместился клуб Львовского трамвайно-троллейбусного управления («клуб трамвайщиков»), затем Дворец культуры имени Николая Кузнецова («Кузнечик»). В 1990-е годы клуб был переименован.
Во дворце работает свыше 20 творческих коллективов, в которых насчитывается около тысячи постоянных участников. Пять коллективов дворца культуры получили звание «народный» и «образцовый». С 2000 года Дворец культуры имени Хоткевича стал членом Европейской Ассоциации учреждений свободного времени.
К Дворцу культуры примыкает мемориал жертвам Холокоста во Львове.